# Félice Desclabissac
Félice Desclabissac, geb. Kurzbauer (* 19. November 1876 in Wien; † 21. April 1938 in München), war eine deutsche Malerin.

## Leben
Félice Kurzbauer war eine Nichte des früh verstorbenen österreichischen Malers Eduard Kurzbauer. Sie besuchte die Kunstschule für Damen in Krakau und die Damen-Akademie des Künstlerinnen-Vereins in München. Sie war auch eine Schülerin des deutschen Malers Alexander Desclabissac (* 1868 in Aachen; † wohl 1938 in München), den sie später heiratete und mit dem sie in München lebte. Daneben unterhielt sie zeitweilig ein Atelier in der Tagwerkerstraße in der österreichischen Stadt Gmunden. Von 1933 bis 1938 wohnte sie in der Bismarckstraße 11/2 im Münchner Stadtteil Schwabing.
Félice Desclabissac schuf bäuerliche Genrebilder und Blumenstücke in Tempera, Aquarell und als farbige Zeichnung. Ihre Arbeiten gestaltete sie flächig und setzte die Farben unvermittelt aneinander, ohne Übergänge zwischen den Konturen. Ab 1908 beschickte sie eine Reihe von Ausstellungen in München, Dresden, Leipzig, Wien und Paris. Sie war auch als Illustratorin tätig (u. a. für Sport im Bild), gestaltete Buchumschläge und Postkarten.

## Werke (Auswahl)
Genrebilder

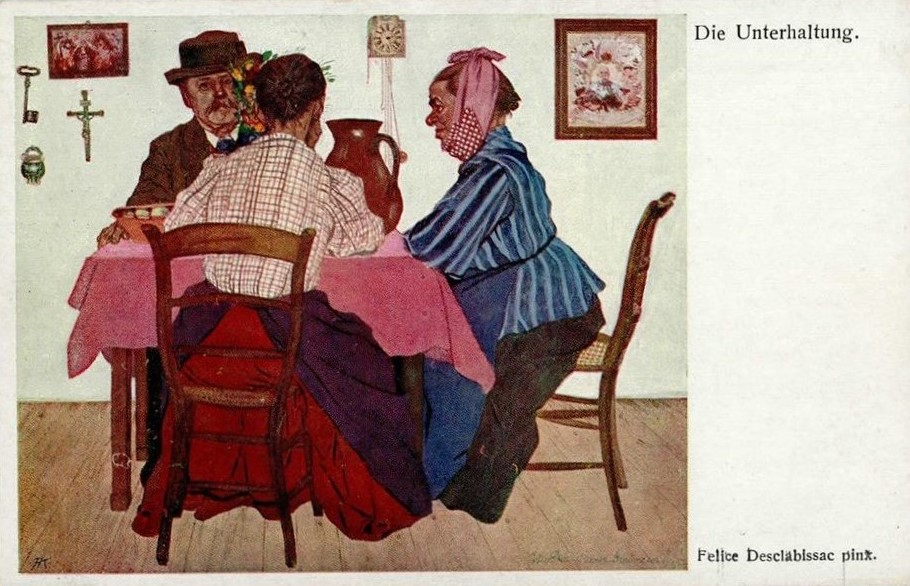
Die Unterhaltung, Künstlerkarte

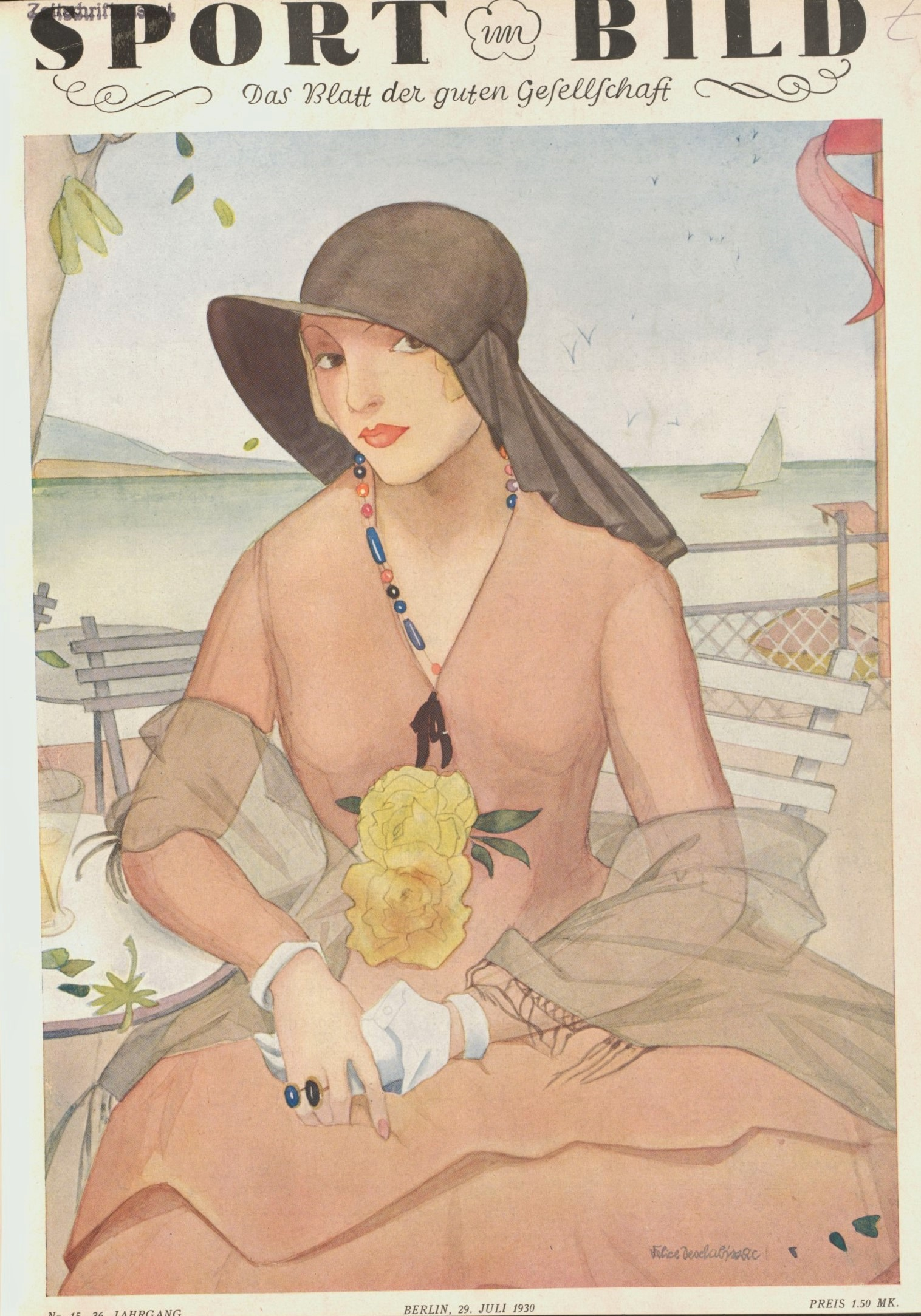
Titelblatt für Sport im Bild, Nr. 15, 1930

- Apfelschälerin, Bayerische Bäuerin, Oberösterreichische Bäuerinnen, Im Wirtshaus, Bäuerin an der Wiege, Tempera, 1912 bei Ausstellung Salon Pisko, Wien[5]
- In der Wirtsstube, Tempera, 1912 bei Münchner Jahresausstellung, Glaspalast
- Zillertalerinnen, Tempera, 1913 bei Jahresausstellung Wiener Künstlerhaus[6]
- Vor der Prozession und Heißer Tag, Tempera, 1913 bei Herbstausstellung, Wiener Künstlerhaus
- Zillertalerin, Tempera, 1914 bei 28. Ausstellung des Aquarellistenclubs, Wiener Künstlerhaus
- Hahnenrupferin und An der Wiege, Tempera, 1917 bei Ausstellung Österreichischer Künstlerbund, Wawra, Wien[7]
- Das tröstliche Wort, Tempera, 1918 bei Ausstellung Österreichischer Künstlerbund, Wawra, Wien[8]
- Die Puderquaste, Öl, 1919 bei Ausstellung Österreichischer Künstlerbund, Wawra, Wien[9]
- Unterhaltung, Tempera
- Biedermeierinnen, Tempera
- Gmundner Bäuerin, Tempera[10]

Illustrationen und Buchgestaltung
- Waldemar Bonsels: Madame Potiphar. Eine Badereise. Illustriert von Félice & Alexander Desclabissac. E.W. Bacsels, München 1904.
- Horst Wolfram Geißler: Das Lied vom Wind. Den Umschlag zeichnete Frau Felice Desclabissac, München. Alexander Duncker Verlag, Weimar 1919 (ebenso: Der ewige Hochzeiter, Der letzte Biedermeier).
- Titelblatt für Sport im Bild, Nr. 3, 11. Februar 1930 und Nr. 15, 29. Juli 1930

## Ausstellungen (Auswahl)
- 1908, 1909, 1912, 1914: Münchner Glaspalast
- 1911, 1913: Aquarell-Ausstellung Dresden
- 1912: Leipziger Jahresausstellung
- 1912: Ausstellung mit Edmund Steppes und Johannes Martini, Salon Pisko, Wien
- 1913: Wiener Künstlerhaus
- 1913: Société des Artistes Indépendants, Paris
- 1917, 1918, 1919: Österreichischer Künstlerbund, Wawra, Wien
- 1920: Kollektivausstellung Galerie Neuner, Berlin